# Toughbook

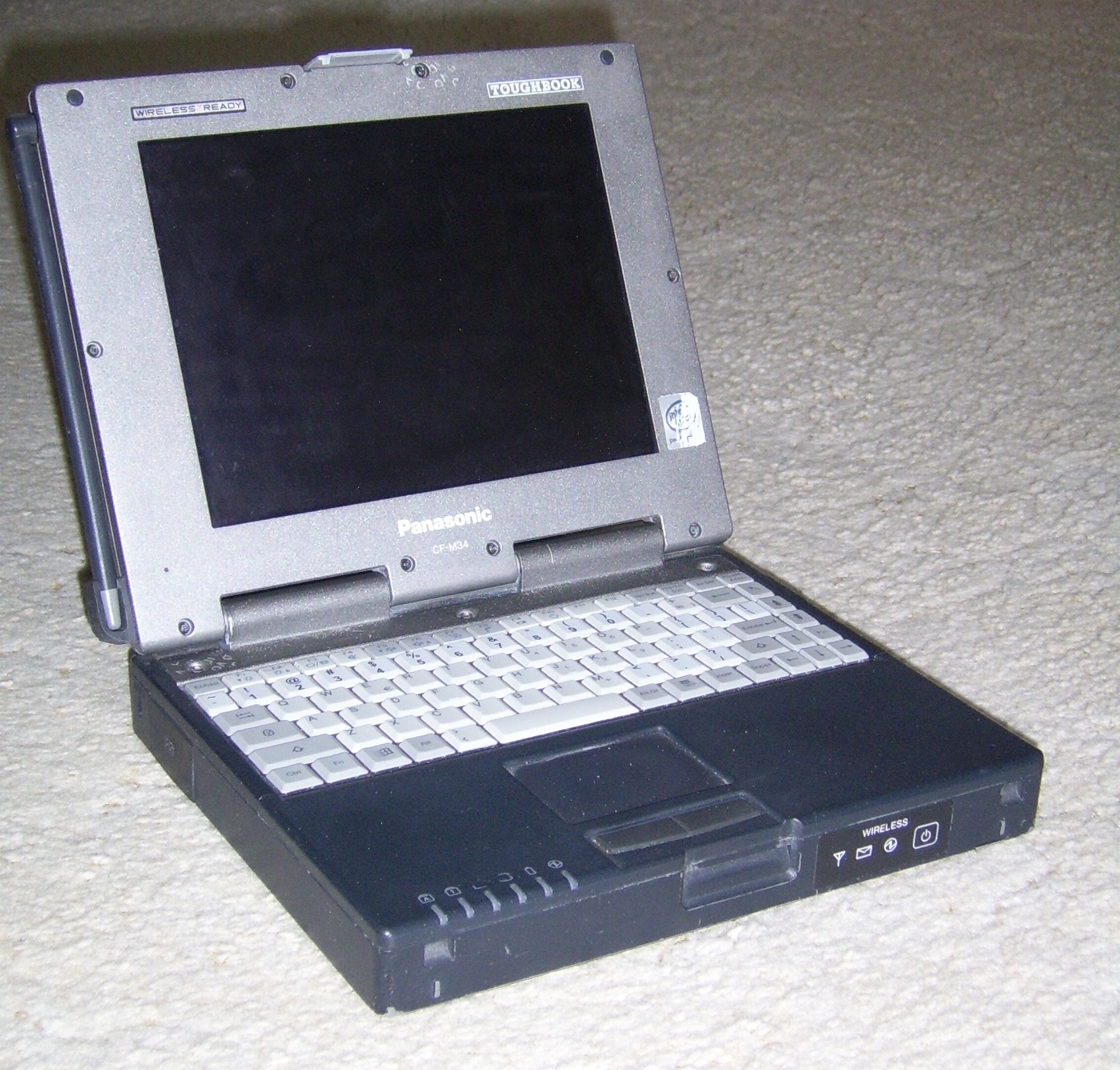
Un Toughbook CF-M34 Panasonic

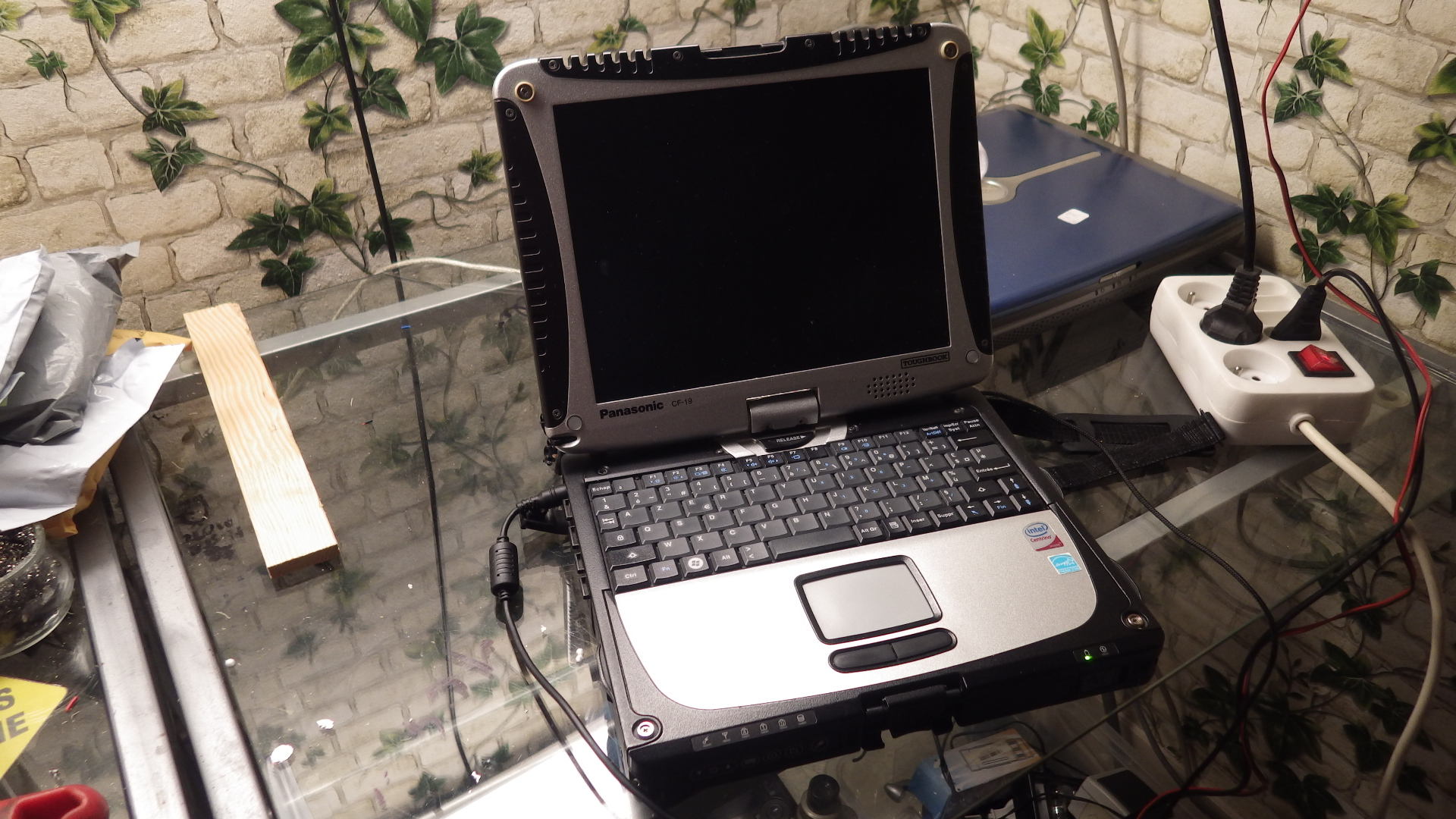
Toughbook CF-19 Mk2

Toughbook est une marque déposée, détenue par le groupe japonais Matsushita et commercialisée sous la marque internationale Panasonic. Toughbook désigne une gamme d'ordinateurs portables renforcés (Rugged computer), destinés à résister à certaines agressions extérieures telles que des chocs ou des projections d'eau. Les Toughbooks sont des ordinateurs entièrement fabriqués au Japon à Kobe (sauf un, le CF-52, fabriqué à Taiwan), de la conception en passant par la fabrication de la majorité des composants et à l'assemblage final. Contrairement à la majorité des marques (Apple, HP, Acer...) qui sous-traitent leur production à des fabricants tiers, Panasonic est un des derniers à assembler ses ordinateurs au Japon et le seul à posséder ses propres usines de fabrication de composants au Japon pour les assembler et en faire un ordinateur.
Il est à noter qu'au Japon, seuls les portables les plus renforcés (modèles CF-NN, N étant un chiffre) sont appelés Toughbook. Les portables semi-renforcés (modèles CF-AN, A étant une lettre et N un nombre) y sont vendus sous la marque « Let's note ».

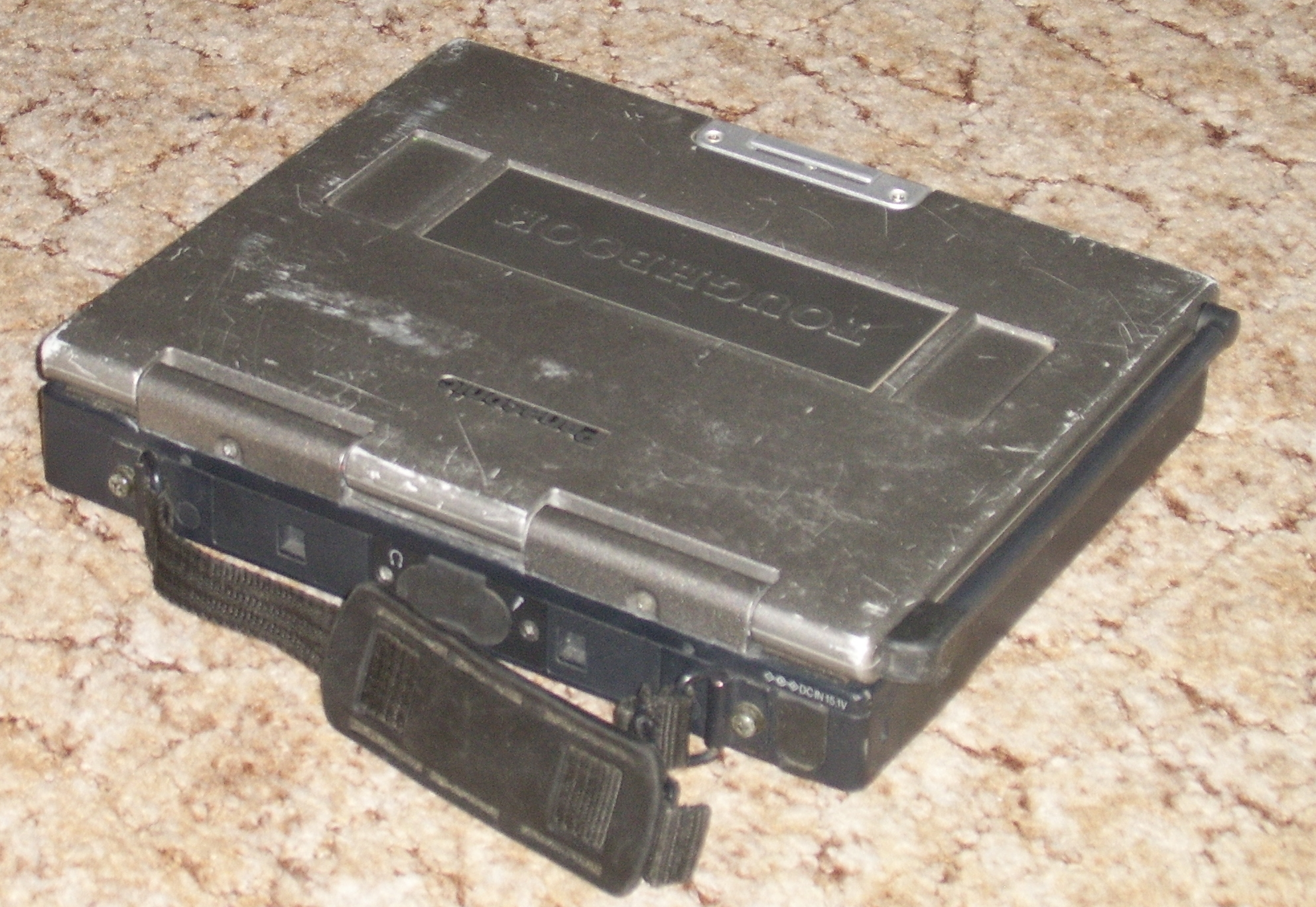
Toughbook usagé